# Indonesia Raya
Indonesia Raya är Indonesiens nationalsång. Den komponerades 1924 av Wage Rudolf Supratman som introducerade den på ett nationellt ungdomskonvent i Batavia (numera Jakarta) den 28 oktober 1928. Sången blev startskottet för en nationalistisk rörelse i hela den indonesiska övärlden vars mål var bildandet av en enda självständig indonesisk stat som uppföljare till de olika nederländska besittningarna i regionen. 
Den första tidningen som publicerade texten, de holländska myndigheterna till trots, var den kinesisk-indonesiska veckotidningen Sin Po, ett faktum som Indonesiens kinesiska minoritet stoltserar med än idag. 
Indonesia Raya valdes till landets nationalsång när Indonesien förklarade sin självständighet den 17 augusti 1945.
Jozef Cleber skapade 1950 ett arrangemang av Indonesia Raya för symfoniorkester som ofta används i formella sammanhang. 

## Text

### Indonesisktext

#### "Indonesia Raya"
Vers I (officiell)
Indonesia, tanah airku, tanah tumpah darahku.

Di sanalah aku berdiri, jadi pandu ibuku.

Indonesia, kebangsaanku, bangsa dan tanah airku.

Marilah kita berseru, "Indonesia bersatu!"

Hiduplah tanahku, hiduplah neg'riku,

Bangsaku, rakyatku, semuanya.

Bangunlah jiwanya, bangunlah badannya

Untuk Indonesia Raya!

REFRÄNG:

Indonesia Raya, merdeka, merdeka

Tanahku, neg'riku yang kucinta.

Indonesia Raya, merdeka, merdeka

Hiduplah Indonesia Raya! (*2)

Vers II
Indonesia tanah yang mulia, tanah kita yang kaya.

Disanalah aku berada untuk s'lama-lamanya.

Indonesia tanah pusaka, P'saka kita semuanya.

Marilah kita mendoa, "Indonesia bahagia!"

Suburlah tanahnya, suburlah jiwanya,

Bangsanya, rakyatnya, semuanya.

Sadarlah hatinya, Sadarlah budinya

Untuk Indonesia Raya!

REFRÄNG

Vers III
Indonesia, tanah yang suci, tanah kita yang sakti.

Di sanalah aku berdiri, Jaga ibu sejati.

Indonesia, tanah berseri, tanah yang aku sayangi.

Marilah kita berjanji, "Indonesia abadi!"

S'lamatlah Rakyatnya, S'lamatlah putranya,

Pulaunya, lautnya, semuanya.

Majulah negrinya, majulah pandunya

Untuk Indonesia Raya!

REFRÄNG

### Indonesisk text (med ursprunglig, nu föråldrad, stavning)

#### "Indonesia Raja"
Vers I
Indonesia, tanah airkoe, tanah toempah darahkoe.

Disanalah akoe berdiri, djadi pandoe iboekoe.

Indonesia, kebangsaankoe, bangsa dan tanah airkoe.

Marilah kita berseroe, "Indonesia bersatoe!"

Hidoeplah tanahkoe, hidoeplah neg'rikoe,

Bangsakoe, ra'jatkoe, sem'wanja.

Bangoenlah djiwanja, bangoenlah badannja

Oentoek Indonesia Raja!

REFRÄNG:

Indonesia Raja, merdeka, merdeka

Tanahkoe, neg'rikoe jang koetjinta.

Indonesia Raja, merdeka, merdeka

Hidoeplah Indonesia Raja! (*2)

Vers II
Indonesia tanah jang moelia, tanah kita jang kaja.

Disanalah akoe berdiri, oentoek s'lama-lamanja.

Indonesia tanah poesaka, P'saka kita semoeanja.

Marilah kita mendoa, "Indonesia bahagia!"

Soeboerlah tanahn'ja, soeboerlah djiwanja,

Bangsanja, ra'jatnja, sem'wanja.

Sadarlah hatinja, Sadarlah boedinja

Oentoek Indonesia Raja!

REFRÄNG

Vers III
Indonesia, tanah jang soetji, tanah kita jang sakti.

Di sanalah akoe berdiri, 'ndjaga iboe sedjati.

Indonesia, tanah berseri, tanah jang akoe sajangi.

Marilah kita berdjandji, "Indonesia abadi!"

S'lamatlah Ra'jatnja, S'lamatlah poet'ranja,

Poelaunja, laoetnja, sem'wanja.

Madjoelah neg'rinja, madjoelah pandoenja

Oentoek Indonesia Raja!

REFRÄNG